# 哈馬姆里加
36°23′N 2°24′E / 36.383°N 2.400°E

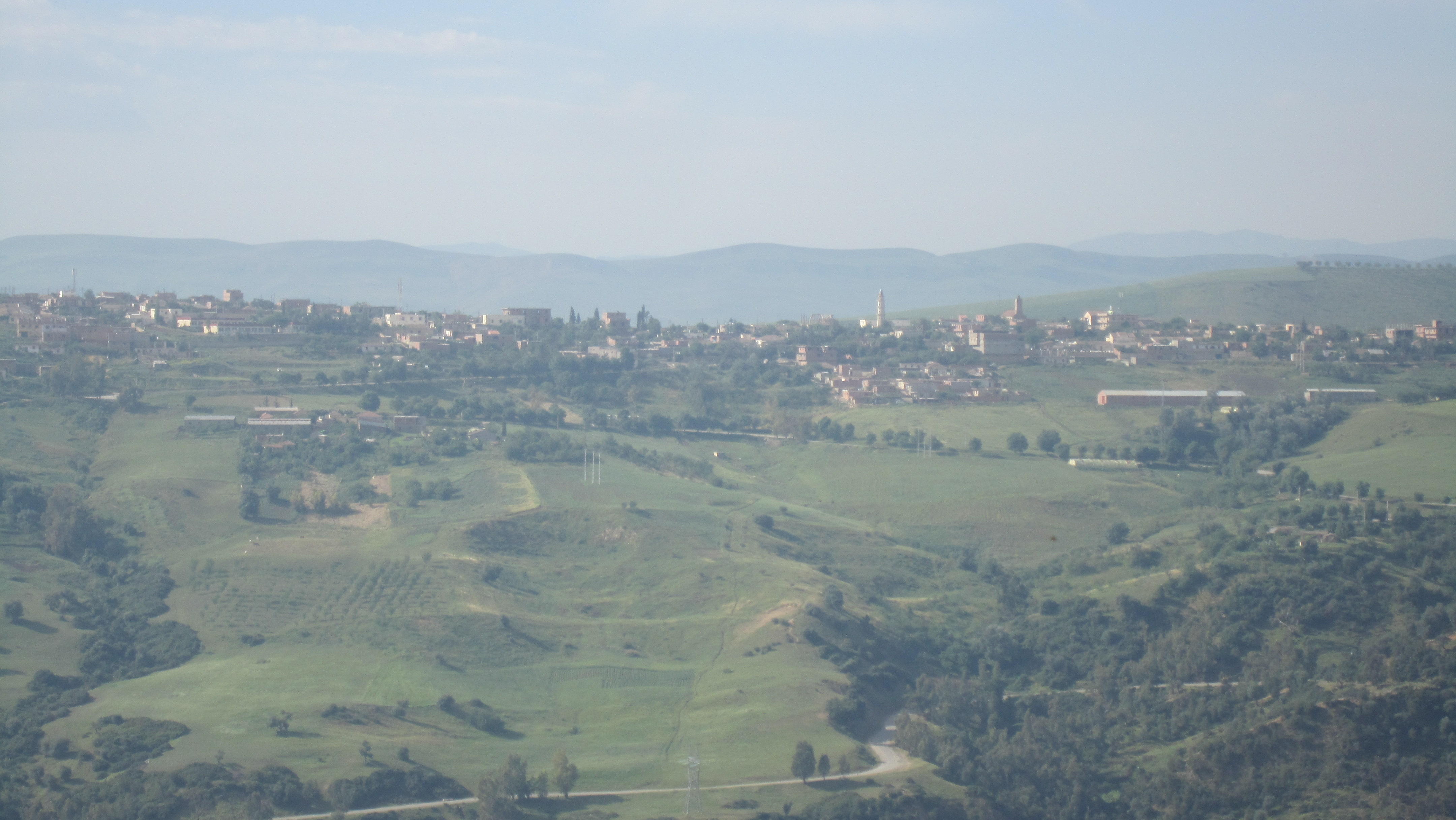
哈馬姆里加

哈馬姆里加（阿拉伯语：‎），是阿爾及利亞的城鎮，位於該國北部艾因迪夫拉省，是哈馬姆里加區的首府，面積23平方公里，2008年人口8,488，人口密度每平方公里369人。